# Coppa del Brasile 2005
La Coppa del Brasile 2005 (ufficialmente in portoghese Copa do Brasil 2005) è stata la 17ª edizione della Coppa del Brasile.

## Formula
Partite a eliminazione diretta con gare di andata e ritorno. In caso di pareggio nei tempi regolamentari, passa la squadra che ha realizzato il maggior numero di gol fuori casa. Nel caso non sia possibile determinare un vincitore con la regola dei gol fuori casa, sono previsti i tiri di rigore.
Nei primi due turni (primo turno e sedicesimi di finale) se la squadra che gioca la prima partita in trasferta vince con 2 o più gol di scarto, è automaticamente qualificata al turno successivo senza dover disputare la gara di ritorno.

## Partecipanti
10 squadre ammesse tramite Ranking CBF, 54 tramite piazzamenti nelle competizioni statali.
San Paolo (6° nel Ranking CBF 2004), Palmeiras (7°), Santos (10°), Atlético Paranaense (2° nel Campionato Paranaense 2004) e Santo André (detentore del trofeo) esclusi per la partecipazione alla Coppa Libertadores 2005.

### Ranking
Squadre ammesse per il miglior piazzamento nel Ranking CBF 2004:
| Pos | Squadra          | Città          | Stato             |
| --- | ---------------- | -------------- | ----------------- |
| 1   | Grêmio           | Porto Alegre   | Rio Grande do Sul |
| 2   | Corinthians      | San Paolo      | San Paolo         |
| 3   | Vasco da Gama    | Rio de Janeiro | Rio de Janeiro    |
| 4   | Flamengo         | Rio de Janeiro | Rio de Janeiro    |
| 5   | Atlético Mineiro | Belo Horizonte | Minas Gerais      |
| 8   | Internacional    | Porto Alegre   | Rio Grande do Sul |
| 9   | Cruzeiro         | Belo Horizonte | Minas Gerais      |
| 11  | Guarani          | Campinas       | San Paolo         |
| 12  | Fluminense       | Rio de Janeiro | Rio de Janeiro    |
| 13  | Botafogo         | Rio de Janeiro | Rio de Janeiro    |

### Competizioni statali
Squadre ammesse per il miglior piazzamento nei campionati o nelle coppe statali:
| Stato               | Squadra (Città)                            | Motivo qualificazione                                 |
| ------------------- | ------------------------------------------ | ----------------------------------------------------- |
| Acre                | Rio Branco-AC (Rio Branco)                 | Vincitore del Campionato Acreano 2004                 |
| Alagoas             | Corinthians Alagoano (Maceió)              | Vincitore del Campionato Alagoano 2004                |
| Alagoas             | Coruripe (Coruripe)                        | Secondo nel Campionato Alagoano 2004                  |
| Amapá               | Ypiranga-AP (Macapá)                       | Vincitore del Campionato Amapaense 2004               |
| Amazonas            | São Raimundo-AM (Manaus)                   | Vincitore del Campionato Amazonense 2004              |
| Amazonas            | Grêmio Coariense (Coari)                   | 2° nel Campionato Amazonense 2004                     |
| Bahia               | Vitória (Salvador)                         | Vincitore del Campionato Baiano 2004                  |
| Bahia               | Bahia (Salvador)                           | 2° nel Campionato Baiano 2004                         |
| Ceará               | Fortaleza (Fortaleza)                      | Vincitore del Campionato Cearense 2004                |
| Ceará               | Ceará (Fortaleza)                          | 2° nel Campionato Cearense 2004                       |
| Distretto Federale  | Brasiliense (Taguatinga)                   | Vincitore del Campionato Brasiliense 2004             |
| Distretto Federale  | CFZ de Brasília (Brasilia)                 | 2° nel Campionato Brasiliense 2004                    |
| Espírito Santo      | Serra (Serra)                              | Vincitore del Campionato Capixaba 2004                |
| Espírito Santo      | Estrela do Norte (Cachoeiro de Itapemirim) | Vincitore della Copa Espírito Santo 2005              |
| Goiás               | CRAC (Catalão)                             | Vincitore del Campionato Goiano 2004                  |
| Goiás               | Vila Nova (Goiânia)                        | 2° nel Campionato Goiano 2004                         |
| Maranhão            | Moto Club (São Luís)                       | Vincitore del Campionato Maranhense 2004              |
| Maranhão            | Sampaio Corrêa (São Luís)                  | 2° nel Campionato Maranhense 2004                     |
| Mato Grosso         | Cuiabá (Cuiabá)                            | Vincitore del Campionato Matogrossense 2004           |
| Mato Grosso         | União Rondonópolis (Rondonópolis)          | 2° nel Campionato Matogrossense 2004                  |
| Mato Grosso do Sul  | CENE (Campo Grande)                        | Vincitore del Campionato Sul-Matogrossense 2004       |
| Mato Grosso do Sul  | Chapadão (Chapadão do Sul)                 | 2° nel Campionato Sul-Matogrossense 2004              |
| Minas Gerais        | América-MG (Belo Horizonte)                | 3° nel Campionato Mineiro 2004                        |
| Minas Gerais        | Caldense (Poços de Caldas)                 | 4° nel Campionato Mineiro 2004                        |
| Minas Gerais        | Ipatinga (Ipatinga)                        | Vincitore della Taça Minas Gerais 2004                |
| Pará                | Remo (Belém)                               | Vincitore del Campionato Paraense 2004                |
| Pará                | Paysandu (Belém)                           | 2° nel Campionato Paraense 2004                       |
| Paraíba             | Campinense (Campina Grande)                | Vincitore del Campionato Paraibano 2004               |
| Paraíba             | Treze (Campina Grande)                     | 2° nel Campionato Paraibano 2004                      |
| Paraná              | Coritiba (Curitiba)                        | Vincitore del Campionato Paranaense 2004              |
| Paraná              | Cianorte (Cianorte)                        | 3° nel Campionato Paranaense 2004                     |
| Paraná              | Londrina (Londrina)                        | 4° nel Campionato Paranaense 2004                     |
| Pernambuco          | Náutico (Recife)                           | Vincitore del Campionato Pernambucano 2004            |
| Pernambuco          | Santa Cruz (Recife)                        | 2° nel Campionato Pernambucano 2004                   |
| Piauí               | River (Teresina)                           | 2° nel Campionato Piauiense 2004                      |
| Piauí               | 4 de Julho (Piripiri)                      | 3° nel Campionato Piauiense 2004                      |
| Rio de Janeiro      | Americano (Campos)                         | 4° nel Campionato Carioca 2004                        |
| Rio de Janeiro      | Friburguense (Nova Friburgo)               | 6° nel Campionato Carioca 2004                        |
| Rio de Janeiro      | America-RJ (Rio de Janeiro)                | 7° nel Campionato Carioca 2004                        |
| Rio Grande do Norte | Potiguar (Mossoró)                         | Vincitore del Campionato Potiguar 2004                |
| Rio Grande do Norte | Baraúnas (Mossoró)                         | Vincitore della Copa RN 2004                          |
| Rio Grande do Sul   | Ulbra (Canoas)                             | 2° nel Campionato Gaúcho 2004                         |
| Rio Grande do Sul   | Esportivo (Vacaria)                        | 5° nel Campionato Gaúcho 2004                         |
| Rio Grande do Sul   | Juventude (Caxias do Sul)                  | Semifinalista del gruppo 1 del Campionato Gaúcho 2004 |
| Rondônia            | União Cacoalense (Cacoal)                  | Vincitore del Campionato Rondoniense 2004             |
| Roraima             | São Raimundo-RR (Boa Vista)                | Vincitore del Campionato Roraimense 2004              |
| San Paolo           | São Caetano (São Caetano do Sul)           | Vincitore del Campionato Paulista 2004                |
| San Paolo           | Paulista (Jundiaí)                         | 2° nel Campionato Paulista 2004                       |
| San Paolo           | Ituano (Itu)                               | 3° nella Copa Paulista 2004                           |
| Santa Catarina      | Figueirense (Florianópolis)                | Vincitore del Campionato Catarinense 2004             |
| Santa Catarina      | Atlético de Ibirama (Ibirama)              | 2° nel Campionato Catarinense 2004                    |
| Sergipe             | Confiança (Itabaiana)                      | Vincitore del Campionato Sergipano 2004               |
| Sergipe             | Sergipe (Aracaju)                          | 2° nel Campionato Sergipano 2004                      |
| Tocantins           | Palmas (Palmas)                            | Vincitore del Campionato Tocantinense 2004            |

## Risultati

### Primo turno
Andata 2 e 16 febbraio 2005, ritorno 16 febbraio, 2 e 3 marzo 2005.
| Squadra 1            | Totale      | Squadra 2        | Andata | Ritorno |
| -------------------- | ----------- | ---------------- | ------ | ------- |
| CFZ de Brasília      | 0-2         | Coritiba         | 0-2    | -       |
| Esportivo            | 4-3         | Londrina         | 4-1    | 0-2     |
| Cuiabá               | 1-3         | Vila Nova        | 1-1    | 0-2     |
| Serra                | 4-6         | Brasiliense      | 2-2    | 2-4     |
| Ypiranga-AP          | gfc 3-3     | São Raimundo-AM  | 2-0    | 1-3     |
| 4 de Julho           | 2-3         | Ceará            | 0-0    | 2-3     |
| Sampaio Corrêa       | 1-4         | Corinthians      | 1-1    | 0-3     |
| Cianorte             | 3-2         | CENE             | 2-1    | 1-1     |
| Grêmio Coariense     | 3-5         | Remo             | 1-1    | 2-4     |
| Chapadão             | 1-4         | Internacional    | 1-2    | 0-2     |
| Sergipe              | 0-8         | Cruzeiro         | 0-1    | 0-7     |
| Rio Branco-AC        | 1-3         | Moto Club        | 1-3    | -       |
| Baraúnas             | 3-3 4-2 dcr | América-MG       | 2-1    | 1-2     |
| Corinthians Alagoano | 0-2         | São Caetano      | 0-2    | -       |
| Ulbra                | 3-5         | Treze            | 3-0    | 0-5     |
| Palmas               | 1-5         | Náutico          | 0-1    | 1-3     |
| Campinense           | 2-3         | Fluminense       | 1-0    | 1-3     |
| Bahia                | 2-2 gfc     | Grêmio           | 2-1    | 0-1     |
| Atlético de Ibirama  | 0-0         | Ituano           | 0-0    | -       |
| Coruripe             | 2-4         | Fortaleza        | 1-1    | 1-3     |
| Estrela do Norte     | 3-10        | Atlético Mineiro | 3-4    | 0-6     |
| River                | 2-4         | Flamengo         | 1-1    | 1-3     |
| União Cacoalense     | 1-4         | Paysandu         | 0-1    | 1-3     |
| Figueirense          | gfc 2-2     | America-RJ       | 1-0    | 1-2     |
| São Raimundo-RR      | 1-4         | Botafogo         | 1-4    | -       |
| Paulista             | 2-1         | Juventude        | 1-0    | 1-1     |
| Friburguense         | 5-3         | Caldense         | 4-1    | 1-2     |
| CRAC                 | 1-2         | Guarani          | 0-0    | 1-2     |
| Potiguar             | 0-4         | Santa Cruz       | 0-4    | -       |
| Ipatinga             | 4-2         | Americano        | 2-0    | 2-2     |
| União Rondonópolis   | 2-4         | Vasco da Gama    | 2-2    | 0-2     |
| Confiança            | 1-3         | Vitória          | 1-0    | 0-3     |

### Sedicesimi di finale
Andata 9, 10 e 16 marzo 2005, ritorno 16 marzo, 17 marzo, 6 e 7 aprile 2005.
| Squadra 1    | Totale  | Squadra 2        | Andata | Ritorno |
| ------------ | ------- | ---------------- | ------ | ------- |
| Treze        | 3-2     | São Caetano      | 2-1    | 1-1     |
| Náutico      | 1-3     | Coritiba         | 1-0    | 0-3     |
| Esportivo    | 1-3     | Fluminense       | 1-2    | 0-1     |
| Vila Nova    | 2-4     | Grêmio           | 1-1    | 1-3     |
| Paysandu     | 2-4     | Ceará            | 2-0    | 0-4     |
| Cianorte     | 4-5     | Corinthians      | 3-0    | 1-5     |
| Ipatinga     | 0-3     | Cruzeiro         | 0-3    | -       |
| Moto Club    | 1-8     | Vasco da Gama    | 1-2    | 0-6     |
| Ituano       | 3-2     | Fortaleza        | 2-0    | 1-2     |
| Brasiliense  | 1-3     | Atlético Mineiro | 1-3    | -       |
| Ypiranga-AP  | 0-2     | Flamengo         | 0-2    | -       |
| Figueirense  | 4-3     | Remo             | 0-1    | 4-2     |
| Paulista     | gfc 3-3 | Botafogo         | 1-1    | 2-2     |
| Friburguense | 1-5     | Internacional    | 1-1    | 0-4     |
| Santa Cruz   | 2-0     | Guarani          | 2-0    | 0-0     |
| Baraúnas     | 3-1     | Vitória          | 1-0    | 2-1     |

### Ottavi di finale
Andata 13, 14, 20 e 21 aprile 2005, ritorno 20 aprile, 4, e 5 maggio 2005.
| Squadra 1     | Totale      | Squadra 2        | Andata | Ritorno |
| ------------- | ----------- | ---------------- | ------ | ------- |
| Ituano        | 1-3         | Atlético Mineiro | 0-0    | 1-3     |
| Flamengo      | 1-3         | Ceará            | 0-2    | 1-1     |
| Baraúnas      | 5-2         | Vasco da Gama    | 2-2    | 3-0     |
| Fluminense    | 4-0         | Grêmio           | 3-0    | 1-0     |
| Corinthians   | 2-2 2-3 dcr | Figueirense      | 2-0    | 0-2     |
| Cruzeiro      | 4-1         | Santa Cruz       | 4-0    | 0-1     |
| Coritiba      | 2-2 gfc     | Treze            | 2-1    | 0-1     |
| Internacional | 1-1 2-4 dcr | Paulista         | 1-0    | 0-1     |

### Quarti di finale
Andata 11 e 12 maggio 2005, ritorno 18 maggio 2005.
| Squadra 1        | Totale      | Squadra 2 | Andata | Ritorno |
| ---------------- | ----------- | --------- | ------ | ------- |
| Atlético Mineiro | 1-3         | Ceará     | 1-1    | 0-2     |
| Figueirense      | 1-1 1-3 dcr | Paulista  | 1-0    | 0-1     |
| Baraúnas         | 3-12        | Cruzeiro  | 3-7    | 0-5     |
| Fluminense       | 1-1 9-8 dcr | Treze     | 1-0    | 0-1     |

### Semifinali
Andata 25 maggio 2005, ritorno 1º giugno 2005.
| Squadra 1  | Totale | Squadra 2 | Andata | Ritorno |
| ---------- | ------ | --------- | ------ | ------- |
| Fluminense | 6-3    | Ceará     | 2-2    | 4-1     |
| Paulista   | 5-4    | Cruzeiro  | 3-1    | 2-3     |

### Finale

#### Andata
| Arbitro: | Mendonça |

| |            | |
| Márcio Mossoró 47’ Léo 83’ | Marcatori  | |
| · Rafael P · Lucas D · Dema D · Réver D · Julinho D · Elvis C · Fábio Gomes C · Cristian C · Juliano C · Fábio Vidal D · Márcio Mossoró C · Léo A · André Leonel A · Jefferson A | Formazioni | · P Kléber · D Gabriel · D Antônio Carlos · D Igor · D Juan · C Marcão · C Fernando Souza · D Lino · C Radamés · C Juninho · A Tuta · A Léo Guerra · A Alex Terra · A Rodrigo Tiuí |
| Vágner Mancini | Allenatori | Abel Braga |

#### Ritorno
| Arbitro: | Gaciba |

| |            | |
| · Kléber P · Schneider D · Alan C · Antônio Carlos D · Fabiano Eller D · Juan D · Marcão C · Diego Souza C · Léo Guerra A · Preto Casagrande C · Juninho C · Toró C · Leandro A · Tuta A | Formazioni | · P Rafael · D Lucas · D Anderson · D Dema · D Julinho · C Amaral · C Fábio Gomes · C Cristian · C Fábio Vidal · C Juliano · D Réver · A Márcio Mossoró · A André Leonel · A Abraão |
| Abel Braga | Allenatori | Vágner Mancini |

Paulista vincitore della Coppa del Brasile 2005 e qualificato per la Coppa Libertadores 2006.

## Classifica marcatori
| Pos. | Giocatore         | Squadra          | Gol |
| ---- | ----------------- | ---------------- | --- |
| 1    | Fred              | Cruzeiro         | 14  |
| 2    | Fábio Júnior      | Atlético Mineiro | 7   |
| 2    | Tuta              | Fluminense       | 7   |
| 4    | Maurílio          | Ceará            | 6   |
| 5    | Adelino           | Treze            | 5   |
| 5    | Alex Dias         | Vasco da Gama    | 5   |
| 7    | Álvaro            | Baraúnas         | 4   |
| 7    | Cristian          | Paulista         | 4   |
| 7    | Euller            | Atlético Mineiro | 4   |
| 7    | Geraldo Madureira | Remo             | 4   |
| 7    | Rodrigo Fabri     | Atlético Mineiro | 4   |
| 7    | Carlos Tévez      | Corinthians      | 4   |
| 7    | Weldon            | Cruzeiro         | 4   |